# Wilhelm Claßen (Jurist)
Wilhelm Claßen (* 10. Juli 1914 in Neuss; † 30. Dezember 1992) war ein deutscher Jurist und Richter am Bundesgerichtshof.

## Leben
Claßen war seit 1. März 1949 Oberlandesgerichtsrat am Oberlandesgericht Düsseldorf und seit 1. Mai 1955 als Ministerialrat im Justizministerium Nordrhein-Westfalen tätig. Seit dem 3. Juli 1961 war er als Bundesrichter am Bundesgerichtshof in Karlsruhe eingesetzt, wo er zunächst Mitglied des I. Zivilsenats, seit dessen Teilung des Ia-Zivilsenats war, der seit 1968 die Bezeichnung X. Zivilsenat trug, und dem er bis zu seinem Ausscheiden zum 30. September 1980 angehörte. 1992 ist er verstorben.
Er war Mitglied der katholischen Studentenverbindungen KStV Vandalia Bonn und KStV Germania-Hohentwiel Freiburg im Breisgau im KV.